# Akhmed Aibuev
Akhmed Aibuev (ur. 12 lutego 1991 w Groznym) – francuski zapaśnik walczący w stylu wolnym. Zajął dziewiąte miejsce na mistrzostwach świata w 2021. Siedemnasty w indywidualnym Pucharze Świata w 2020. Dziesiąty na mistrzostwach Europy w 2022. Srebrny medalista igrzysk śródziemnomorskich w 2018 i brązowy w 2022. Dwunasty na igrzyskach europejskich w 2015. Siódmy na igrzyskach wojskowych w 2019 roku.
Mistrz Francji w 2014, 2015, 2016, 2017 i 2019; drugi w 2018 roku.